# Cidade Universitária
Cidade Universitária è un quartiere (bairro) della Zona Nord della città di Rio de Janeiro in Brasile.

## Geografia fisica
Il quartiere corrisponde geograficamente all'isola artificiale di Fundão, realizzata negli anni cinquanta a partire da un gruppo di isolotti nella parte ovest della baia di Guanabara e separata dalla città da una canale navigabile.

## Amministrazione
Pur non trovandosi sull'isola del Governatore, Cidade Universitária fu istituito come bairro a sé stante il 23 luglio 1981 come parte della Regione Amministrativa XX - Ilha do Governador del municipio di Rio de Janeiro.